# Comuna Zozulînți, Zalișciîkî
Zozulînți (în ucraineană Зозулинці) este o comună în raionul Zalișciîkî, regiunea Ternopil, Ucraina, formată din satele Vînohradne și Zozulînți (reședința).

## Demografie
Componența lingvistică a comunei Zozulînți
     Ucraineană (99,39%)
     Alte limbi (0,61%)
Conform recensământului din 2001, majoritatea populației comunei Zozulînți era vorbitoare de ucraineană (99,39%), existând în minoritate și vorbitori de alte limbi.